# Sint-Jacobskerk (Luik)
De Sint-Jacobskerk (Frans: église Saint-Jacques) is een kerk in de Belgische stad Luik, gewijd aan Jacobus de Mindere.

## Geschiedenis
De kerk werd vanaf 1015 gebouwd als abdijkerk voor de benedictijner monniken van de abdij van Sint-Jacobus de Mindere.
In de abdijkerk bevond zich het graf van de legendarische bisschop Johannes ("Jean"). Deze zou uit Italië zijn verbannen en door keizer Otto III naar Aken zijn ontboden om daar de kerken te decoreren. Blijkbaar was Johannes een getalenteerd schilder. Zo kwam hij ook in Luik terecht, waar hij bisschop Balderik van Loon aanmoedigde een benedictijnerabdij te stichten. Begin 16e eeuw liet abt Jean de Coronmeuse een grafmonument voor hem oprichten, dat zich sinds de opheffing van de abdij in de schatkamer van de Sint-Pauluskathedraal bevindt. Sinds 1906 beschikt de kerk over een gipsmodel van het grafmonument.
Eind 15e, begin 16e eeuw werd de romaanse kerk grotendeels vervangen door het huidige gotische bouwwerk. Daarbij bleef het romaanse westwerk gehandhaafd. In 1538 waren de werkzaamheden voltooid. Omstreeks 1558 werd aan het noordertransept een portaal in de stijl van de renaissance toegevoegd, toegeschreven aan Lambert Lombard.

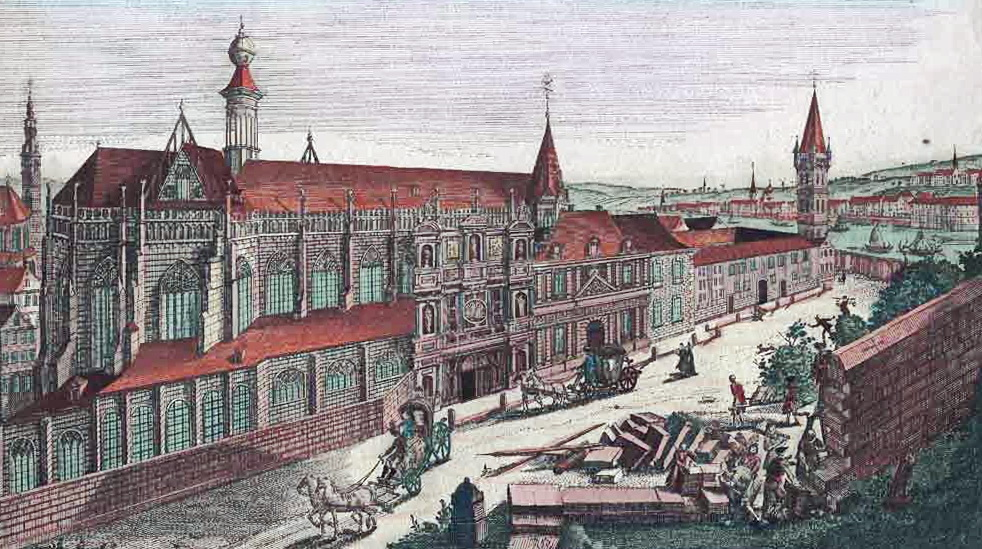
De kerk met abdijgebouwen, 18e eeuw

Op 28 mei 1785 werd de abdij door paus Pius VI en met instemming van keizer Jozef II opgeheven. De abdijkerk werd een kapittelkerk met 25 seculiere kanunniken. Een jaar later werd ook de veel kleinere Sint-Gillisabdij opgeheven, waardoor vijf prebenden vrijkwamen, die aan het kapittel van de Sint-Jacobskerk werden toegewezen. Daarmee bestond het Sint-Jacobskapittel uit dertig kanunniken, even veel als de zes andere Luikse kapittelkerken (het kathedraalkapittel had er zestig).
Dat bleef zo tot de komst van de Fransen in 1792, toen het kapittel werd opgeheven. Vanaf 1801 werd de kerk parochiekerk. Een eerste grote restauratie vond plaats tussen 1832 en 1869, met als restauratiearchitecten Jean-Charles Delsaux en Auguste Van Assche. Tussen 1972 en 1975 vonden opnieuw restauratiewerkzaamheden plaats, gecombineerd met archeologische opgravingen. Daarbij werden restanten van de romaanse crypte en van de oorspronkelijke kerk aangetroffen.

### Chronologie
De voornaamste gebeurtenissen in de lange geschiedenis van de kerk:
- 1015, 25 april: eerstesteenlegging voor de crypte.
- 1015, 6 september: wijding van de crypte aan de heilige Andreas.

- 1018, 29 juli: bisschop Balderik wordt in de crypte begraven.
- 1030, 24 juli: bisschop Reginhard zegent de kerk in, gewijd aan Jacobus de Mindere.
- 1052: het klooster wordt in gebruik genomen, geschikt voor 25 monniken.
- 1056, 13 mei: de monnik Robert keert terug van een bedevaart naar Santiago de Compostella met een relikwie van Sint-Jacob, die nog steeds in de kerk bewaard wordt.
- 1125: Guda van Valkenburg, weduwe van Thibald van Voeren, wordt in het westwerk van de abdijkerk begraven, waar haar grafsteen nog te zien is.
- ca. 1170: abt Drogo(n) laat het westwerk hoger optrekken, bekroond met een achthoekige middentoren en twee hoektorens. Het westwerk wordt gewijd aan de maagd Maria en Johannes de Doper, die er beiden een altaar hebben.
- 1392: de bliksem slaat in bij een van de romaanse westwerktorens.
- 1408: begraving achter het koor van de kerk van de gevallen Luikenaren in de Slag bij Othée.
- 1418: abt Renier van Heyendael besluit een nieuwe kerk te bouwen met steun van Engelbert van der Mark, heer van Loverval, die in 1422 in de kerk begraven wordt.
- 1421: de bouw van de nieuwe kerk wordt onderbroken als gevolg van de troebelen tijdens het bewind van Jan van Heinsberg en Lodewijk van Bourbon.
- 1513, 30 juni: het koor van de romaanse kerk stort in en vernielt de crypte.
- 1514: onder leiding van abt Jean de Cromois en zijn architect Arnold van Mulken wordt de bouw van de gotische kerk voortgezet
- 1515: voltooiing van het koor.
- 1525-1531: plaatsing van de koorvensters.
- 1530: Filips van der Mark schenkt een luidklok in renaissancestijl. In 1891 diende de klok, die inmiddels gebarsten was, als voorbeeld voor een nieuwe klok.
- 1538: de gotische kerk is voltooid. Abt de Nicolas II Balis laat een gotisch doksaal bouwen, waarvan nog enkele beelden resteren.
- 1552, 13 maart: kerkwijding door suffragaanbisschop Gideon van der Gracht.
- 1558: abt Herman II Rave geeft opdracht aan Lambert Lombard voor de bouw van het renaissanceportaal.
- 1600: bouw van het orgel.
- 1602: abt Martin Fanchon laat een nieuw renaissancedoksaal bouwen, waarvan nog twee altaren resteren.
- 1635: bouw van de vieringtoren met klokkenstoel.
- 1643, 14 januari: overstroming in de kerk. Een inscriptie in het koor geeft de hoogte van het water aan.
- 1651: een van de twee romaanse torens raakt zwaar beschadigd in een orkaan. Beide torens worden afgebroken.
- 1658, 27 februari: opnieuw hoogwater in de kerk.
- 1669: het orgel wordt geheel verbouwd door Andries Severijn, die in 1673 onder het orgel begraven wordt.
- 1682-1692: Jean Del Cour vervaardigt negen houten heiligenbeelden in de stijl van de hoogbarok voor het middenschip van de kerk.
- 1751: abt Pierre Renotte vernieuwt het kerkinterieur in classicistische stijl en vernielt daarmee het werk van zijn voorgangers. Het renaissancedoksaal wordt afgebroken en het koor wordt wit gepleisterd.
- 1785, 1 juni: door het omzetten van de abdij in een seculier kapittel wordt de kerk kapittelkerk.
- 1793: na de komst van de Fransen zijn de kanunniken gedwongen het kerkzilver te verkopen om aan de oorlogsschattingen te voldoen.
- 1797, 25 november: opheffing van het kapittel. De kerk wordt een jaar later gesloten, het kerkmeubilair verkocht en de kerk wordt heringericht tot paardenstal. Het carillon en de andere klokken worden verwijderd, thans ten dele nog aanwezig in het Paleis van de Prins-bisschoppen.
- 1801, 26 januari: prefect Antoine Desmousseaux de Givré redt de kerk van de sloop.
- 1803: het gebouw krijgt zijn religieuze functie terug en wordt parochiekerk.
- 1806: bouw van een theater (Théâtre du Gymnase) grenzend aan het zuidertransept en de kruisgang.
- 1828-1829: hoognodige reparatiewerkzaamheden, onder andere aan het dak.
- 1839-1869: grote restauratie op initiatief van koning Leopold I.
- 1840-1842: restauratie van de gebrandschilderde koorramen door Jean-Baptiste Capronnier.
- 1852-1854: kerksluiting als gevolg van ingrijpende restauratie en consolodatie.
- 1860: begin van de restauratie van de gotische gewelven. De gewelfschilderingen worden hersteld door Jean-Baptiste Jules Van Marcke en Jules Helbig.
- 1867: bouw van de Heilig Hartkapel door Eugène Halkin.
- 1873: na een brand worden de gotische kruisgang en kapittelzaal gesloopt.
- 1885: nieuwe glas-in-loodramen van Joseph Osterrath in het transept.
- 1892: bouw van het neoromaanse portaal door Auguste Van Assche.
- 1897: wijding van het nieuwe hoofdaltaar. Het oude, barokke altaar wordt verkocht aan het ursulinenklooster van Sint-Truiden. Tijdens de installatie van een verwarming wordt de oude crypte herontdekt.
- 1914, 1960: restauratie van het renaissanceportaal.
- 1936, 15 januari: de kerk wordt geclassificeerd als belangrijk erfgoed (patrimoine immobilier exceptionnel).
- 1942-1946: de koorramen worden vanwege het oorlogsgeweld gedemonteerd en elders opgeslagen.
- 1962-1969: herstelwerkzaamheden aan de gewelven. De kerk is vanaf 1964 gedeeltelijk gesloten.
- 1972: archeologische opgraving onder leiding van Florent Ulrix.
- 1976: vernieuwing van de kerkvloer naar 18e-eeuws voorbeeld met plavuizen van zwart marmer van Mazy en rood marmer van Roche Fontaine (Philippeville).
- 1997: voltooiing van een maquette van de kerk, te zien in het westwerk.
- 1998: heringebruikname van het orgel na een slepende en problematisch verlopen restauaratie.

## Beschrijving

### Exterieur
De kerk bezit nog zijn originele romaanse westwerk. De rest van de kerk is een toonbeeld van late gotiek. De Luikse renaissancekunstenaar en architect Lambert Lombard ontwierp waarschijnlijk het portaal aan de noordzijde van de kerk. Het exterieur van de kerk was oorspronkelijk versierd met heiligenbeelden. Een enkel exemplaar is bewaard gebleven in het interieur van de kerk.

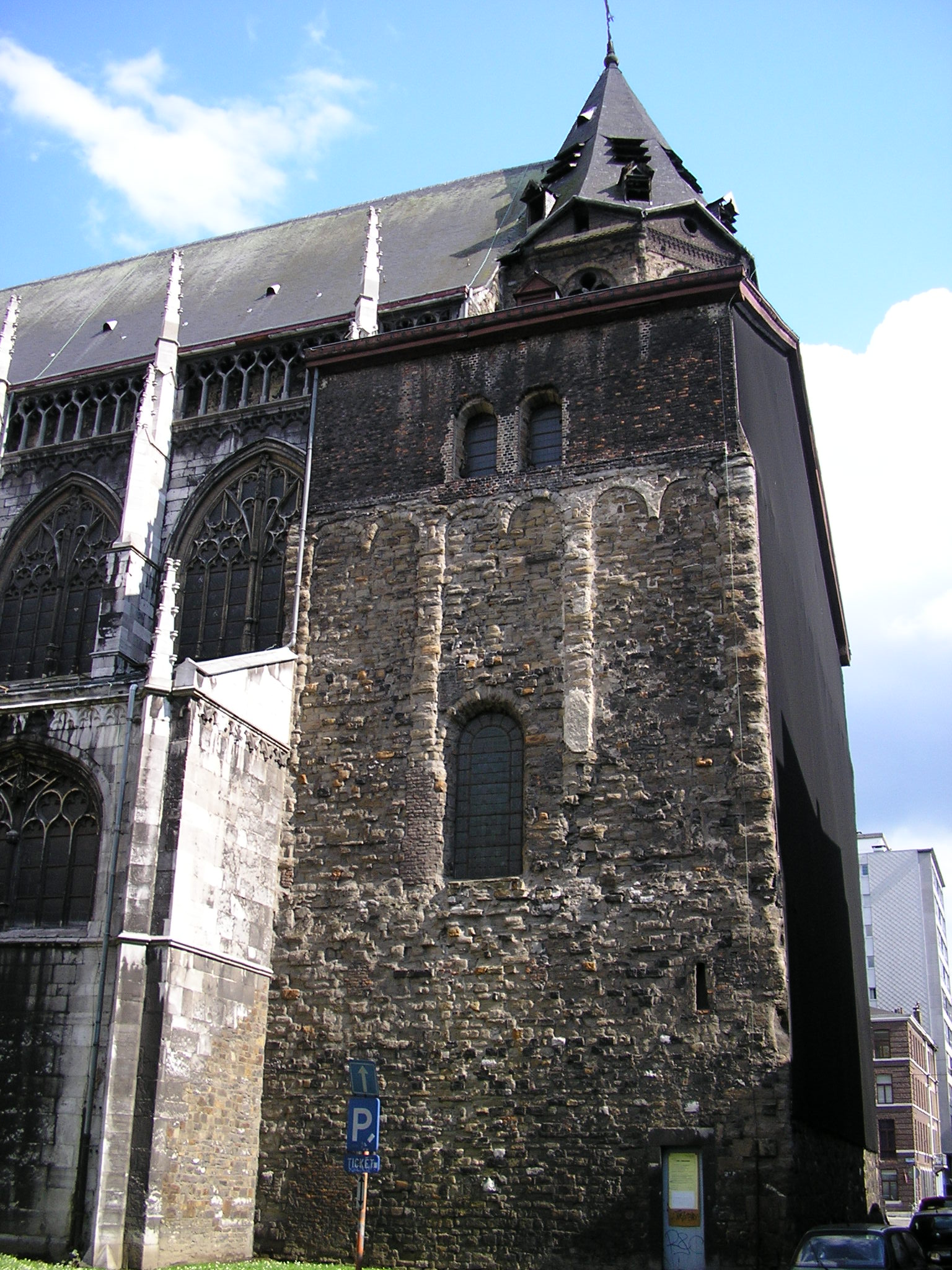
Romaans westwerk
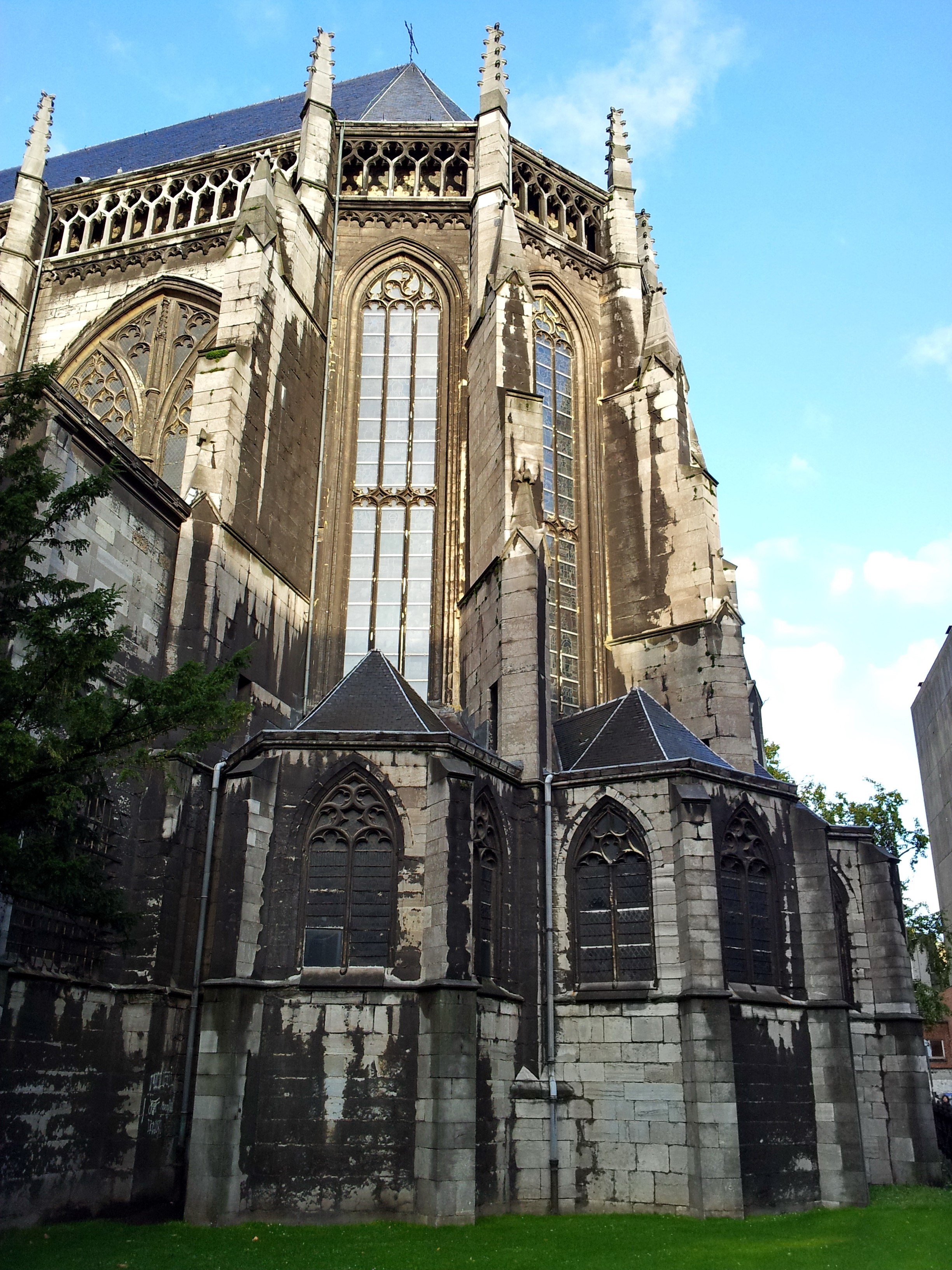
Gotisch koor
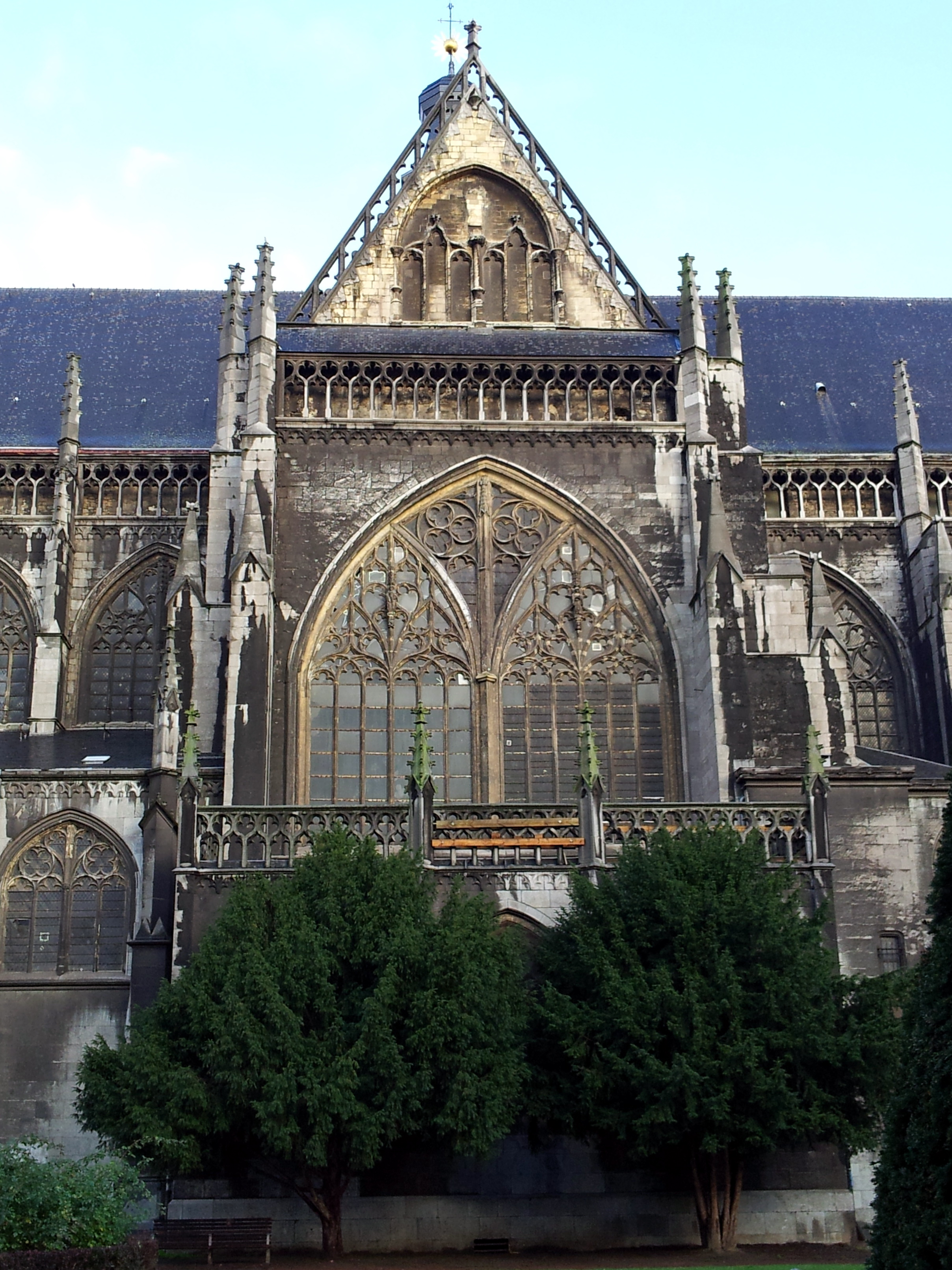
Gotisch zuidertransept
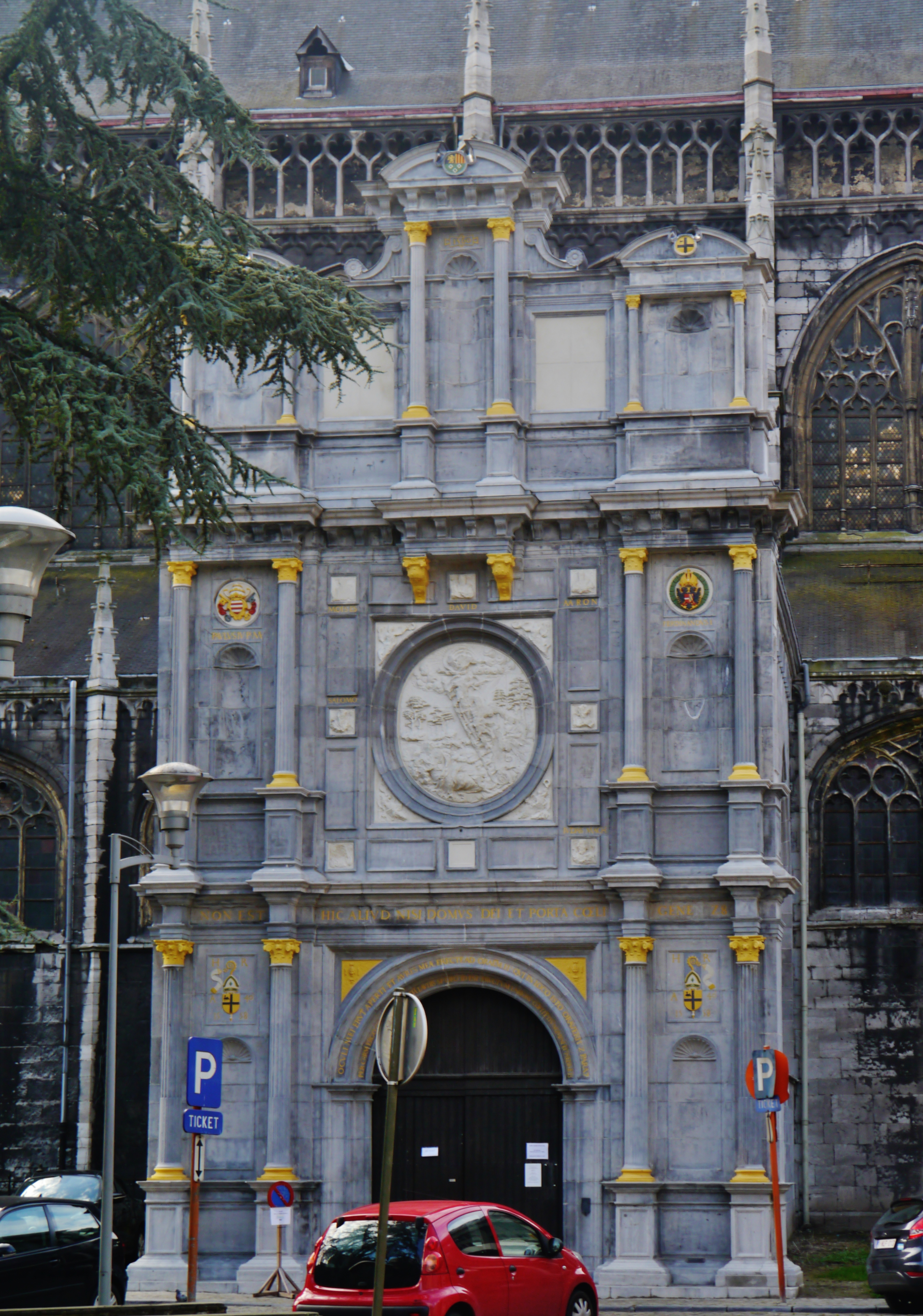
Renaissanceportaal

### Interieur: architectuur
Het interieur is rijk gedecoreerd, waarbij met name de laatgotische netgewelven (1514-1538) boven de 23 meter hoge middenbeuk de aandacht trekken. Ze bevatten niet minder dan 150 gebeeldhouwde sluitstenen. De sluitsteen op de kruising tussen het transept en het middenschip is een veelkleurig Marianum. Kenmerkend voor de gotische stijl is ook het rijkversierde triforium, dat zich niet alleen langs de middenbeuk uitstrekt, maar zich voortzet bij de zijbeuken en het koor. 
Vijf straalkapellen geven rechtstreeks uit op het koor, zonder kooromgang. 
De hoofdingang, gemarkeerd door het renaissanceportaal, bevindt zich in de noordelijke zijbeuk. In scherp contrast met de hoge, lichte ruimte van de gotische delen van de kerk, staat het westwerk, dat door de lage gewelven en de kleine vensters weinig licht ontvangt.

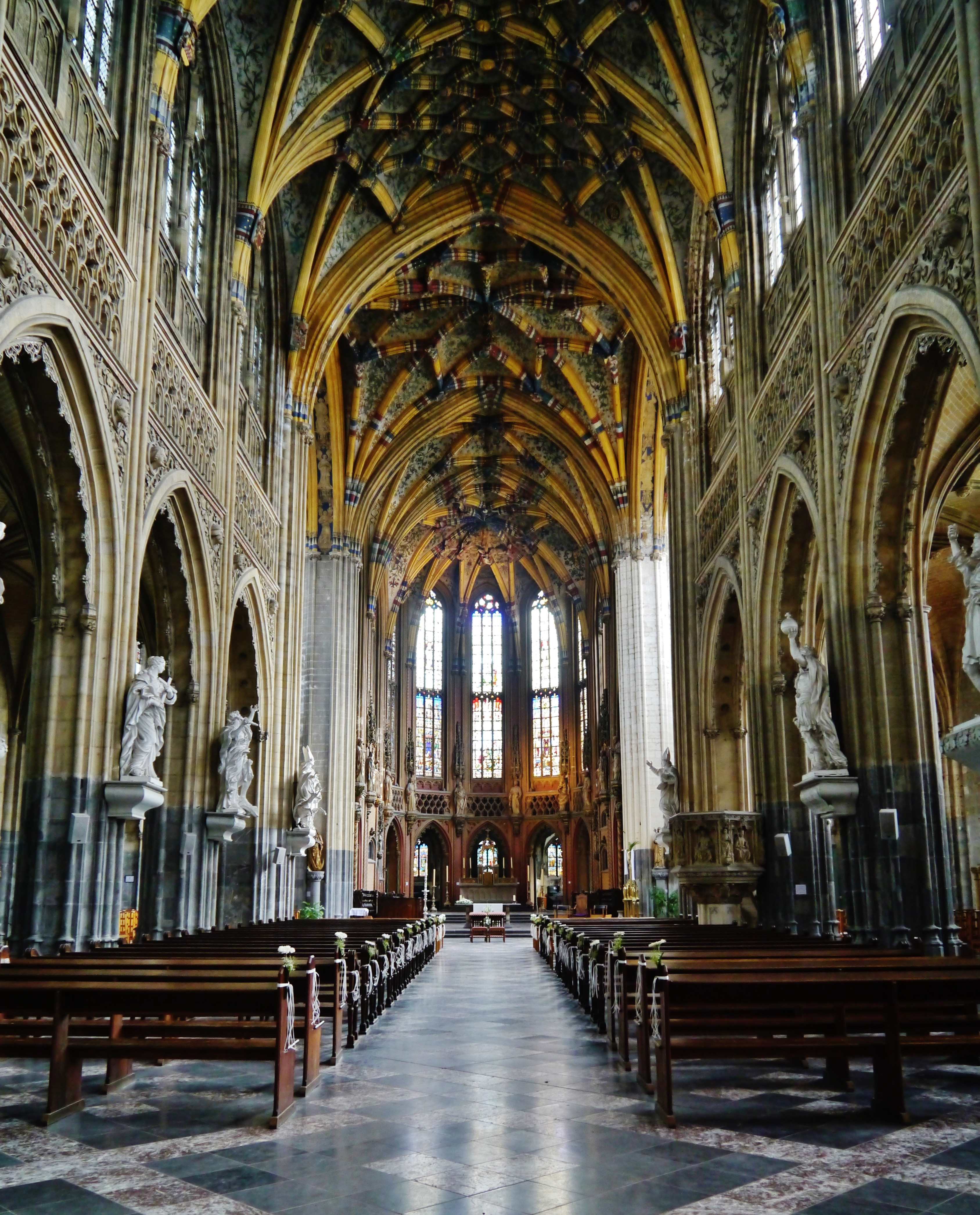
Zicht naar het oosten
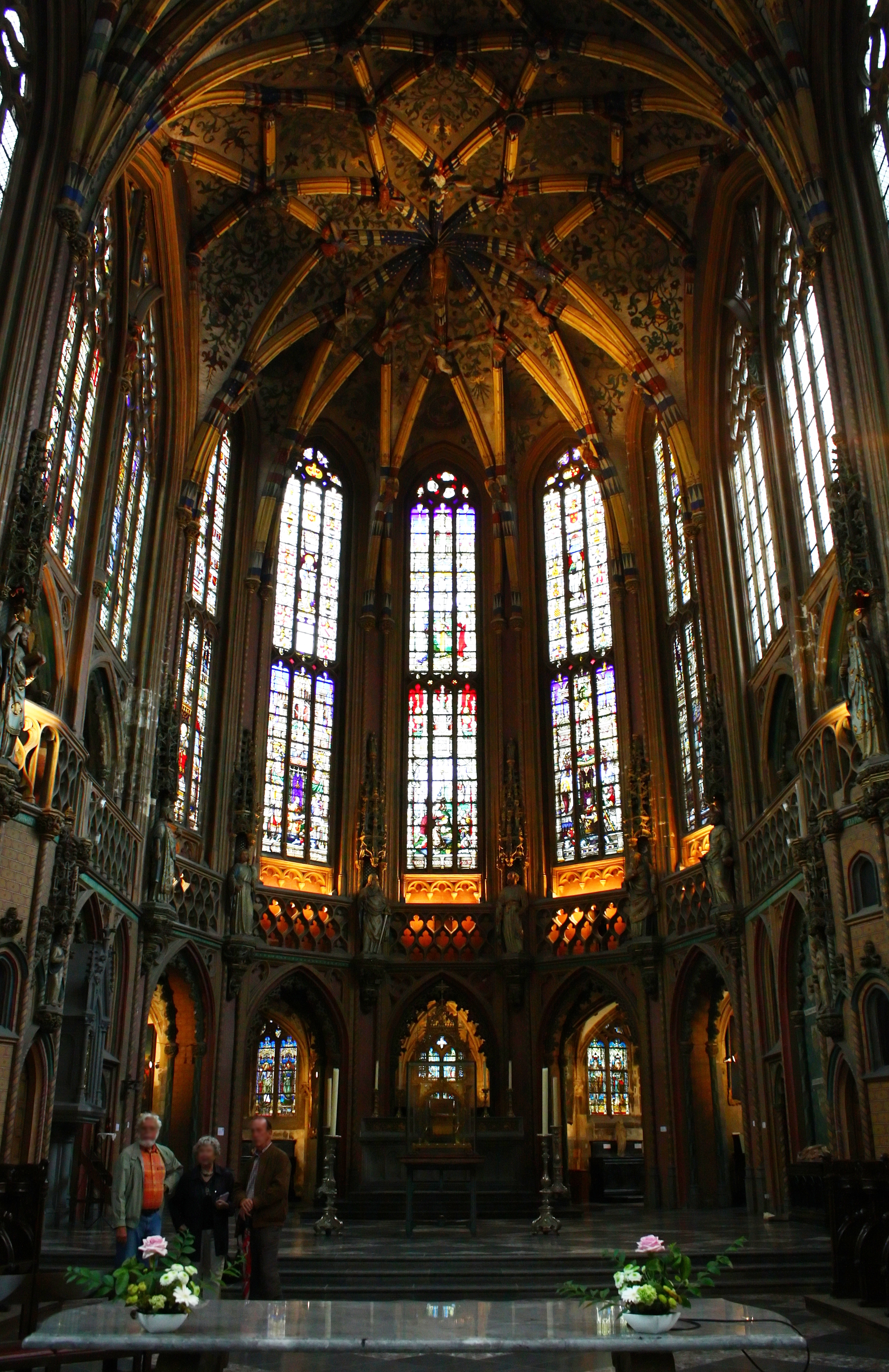
Gotisch koor
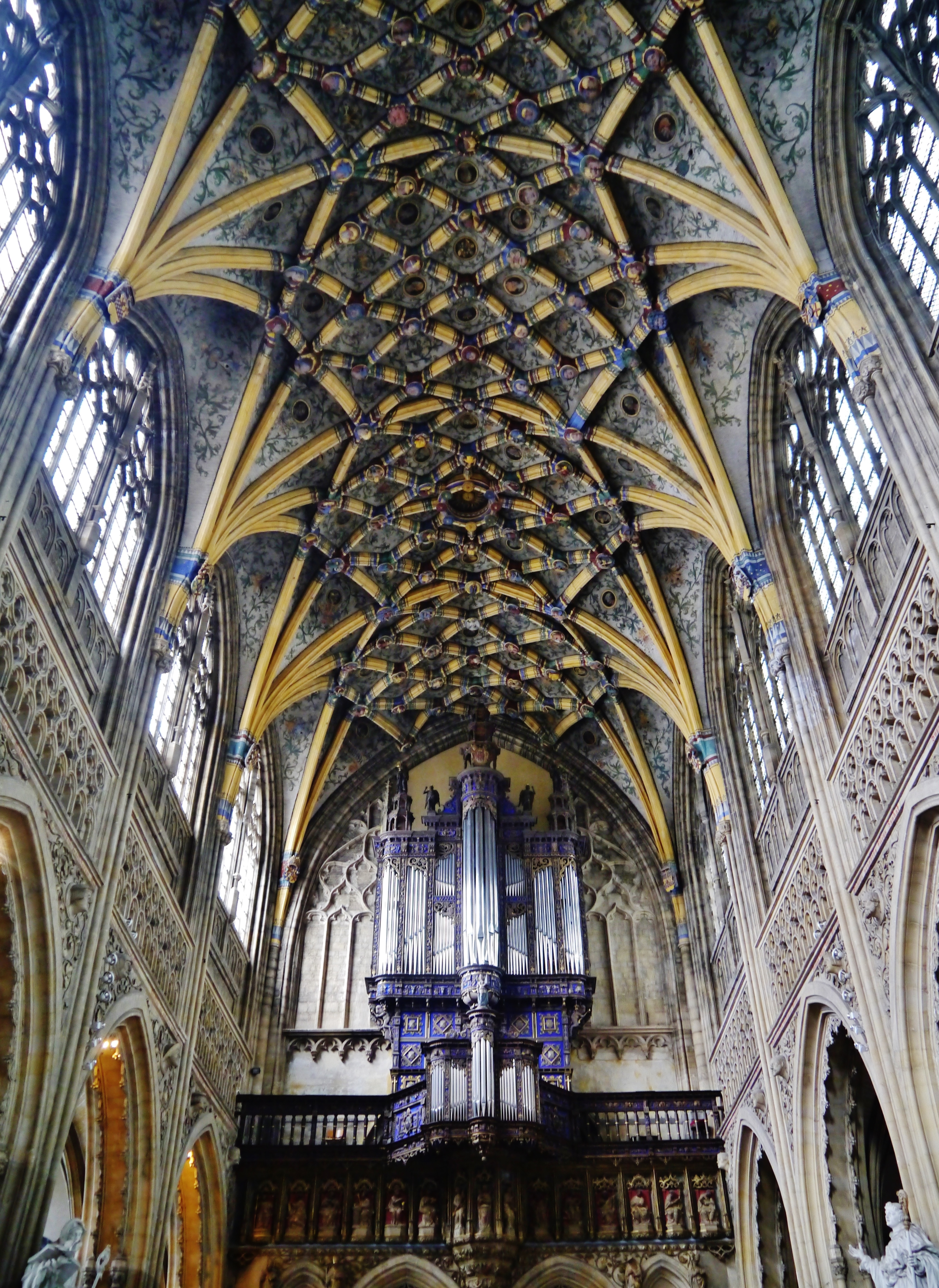
Middenschip
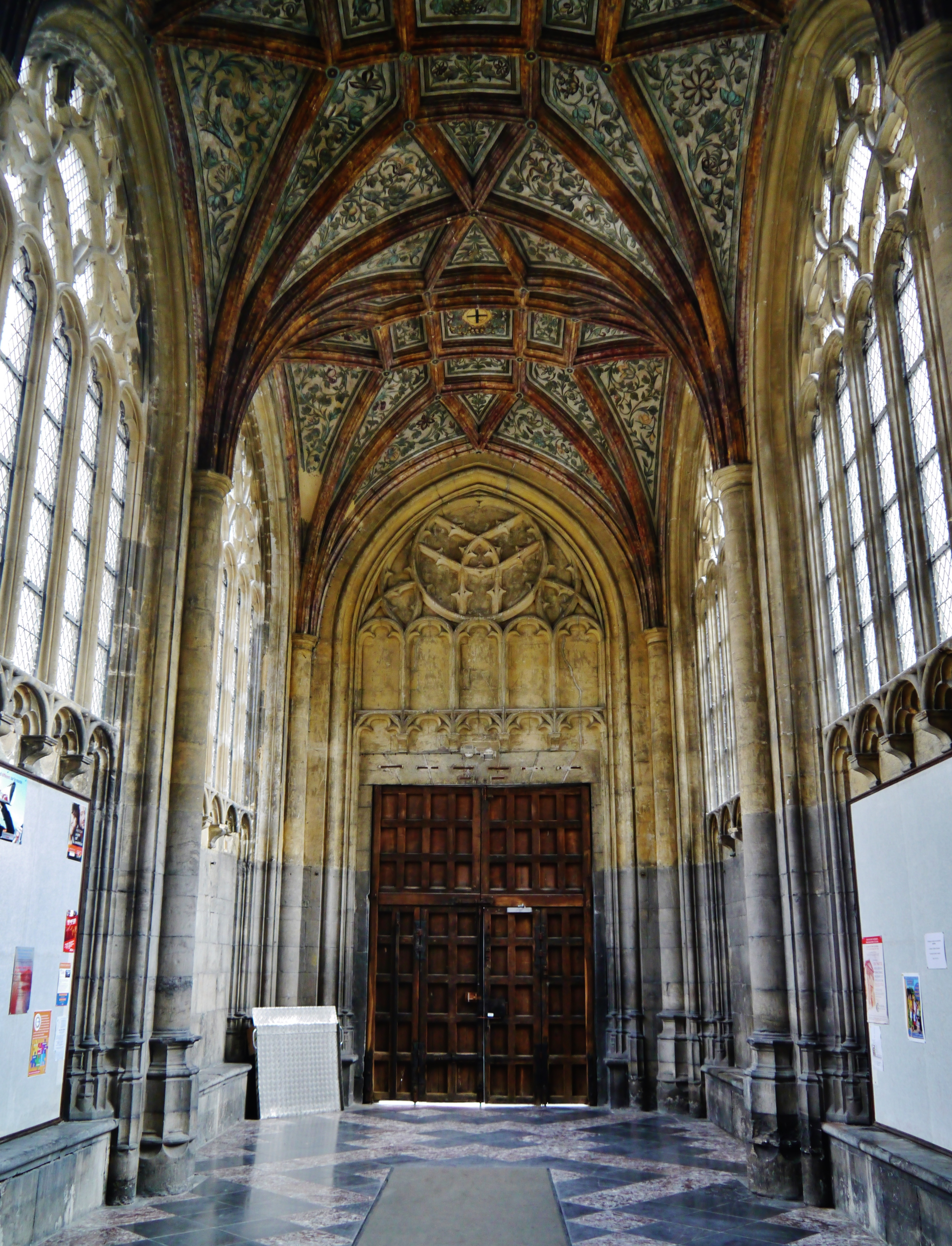
Noordertransept

#### Schilderkunst, gebrandschilderde ramen

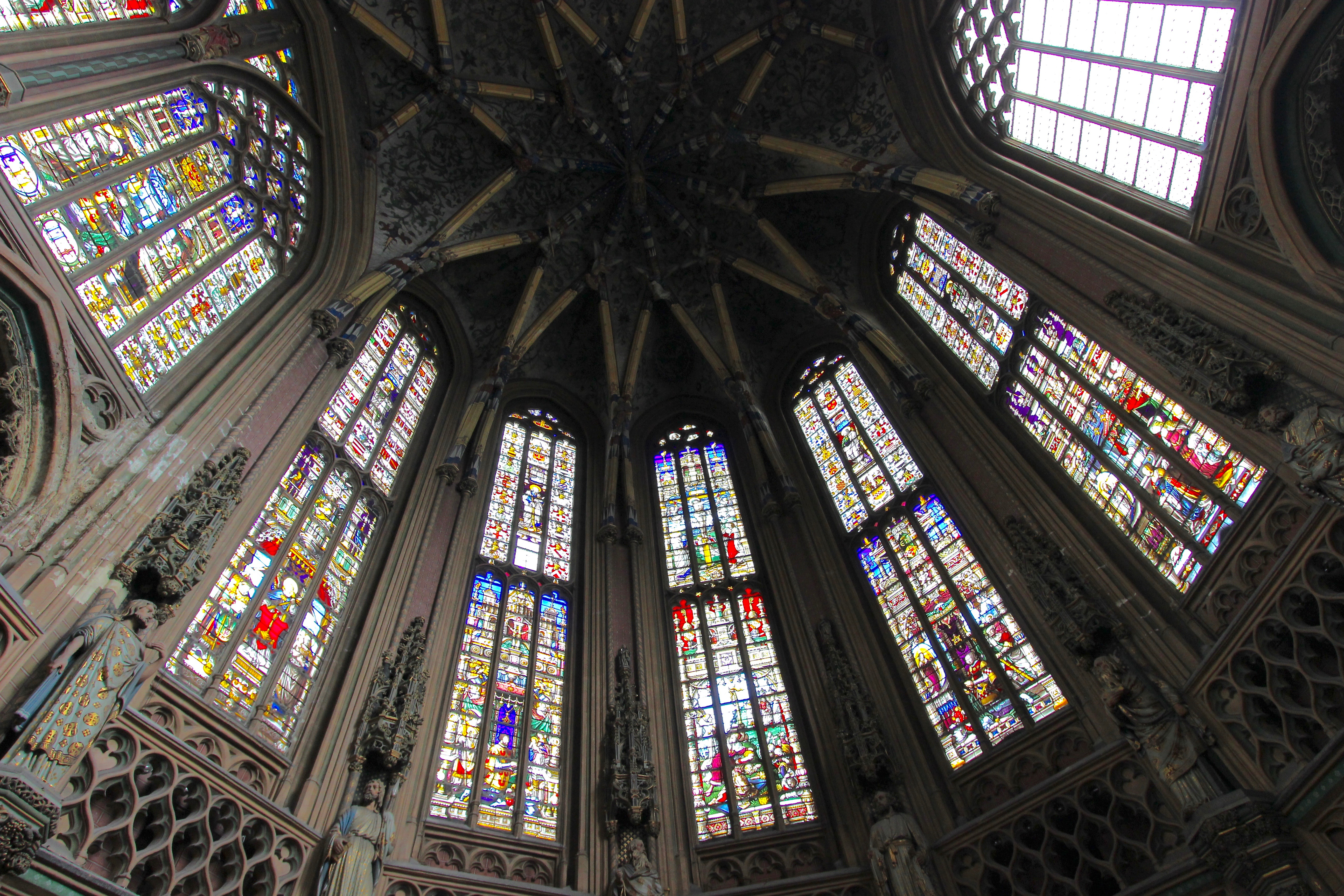
De zes renaissancevensters in het koor

Het gotische gewelf is geheel beschilderd en nog grotendeels in de staat waarin het in het midden van de 16e eeuw verkeerde. In het koor zijn in 1892 neogotische wandschilderingen aangebracht. Van de 18e-eeuwse Luikse schilder Paul-Joseph Delcloche zijn twee doeken aanwezig, die de dood van de benedictijner heiligen Benedictus van Nursia en Scholastica tot onderwerp hebben.
De kerk telt een groot aantal gebrandschilderde ramen, waarvan de zes koorvensters in renaissancestijl uit 1525-1531 de belangrijkste zijn. Ze worden toegeschreven aan het atelier van Nicolaas Rombouts en werden omstreeks 1840 gerestaureerd door Jean-Baptiste Capronnier. Wellicht het bekendste raam is dat van de 32 "goede ambachten van Luik" (XXXII Bons Métiers), in 1531 gedoneerd door de burgemeesters Richard de Mérode et Arnould le Blavier. Twee ramen werden gesponsord door leden van het Huis Horne: Jan van Horne, proost van Sint-Lambertus, doneerde in 1529 een raam waarop hijzelf is afgebeeld met Sint-Lambertus; zijn broer Jacob III van Horne doneerde in 1531 een dubbel raam, waarop hijzelf en zijn twee overleden echtgenotes zijn afgebeeld. Een andere donor had eveneens familiebanden met de familie Van Horne: Everard IV van der Mark, gehuwd met Margaretha van Horne († 1522), sponsorde het meest rechtse raam in de koorapsis met een afbeelding van zijn overleden vrouw. Het raam ernaast is geschonken door zijn vader, Everard III van der Mark. Het middelste koorvenster ten slotte, werd gedoneerd door een van de bouwheren van de gotische kerk, Jean de Cromois, abt van Sint-Jacob van 1506 tot 1525. Het bevat louter religieuze voorstellingen: het Offer van Abraham en de Kruisdood.

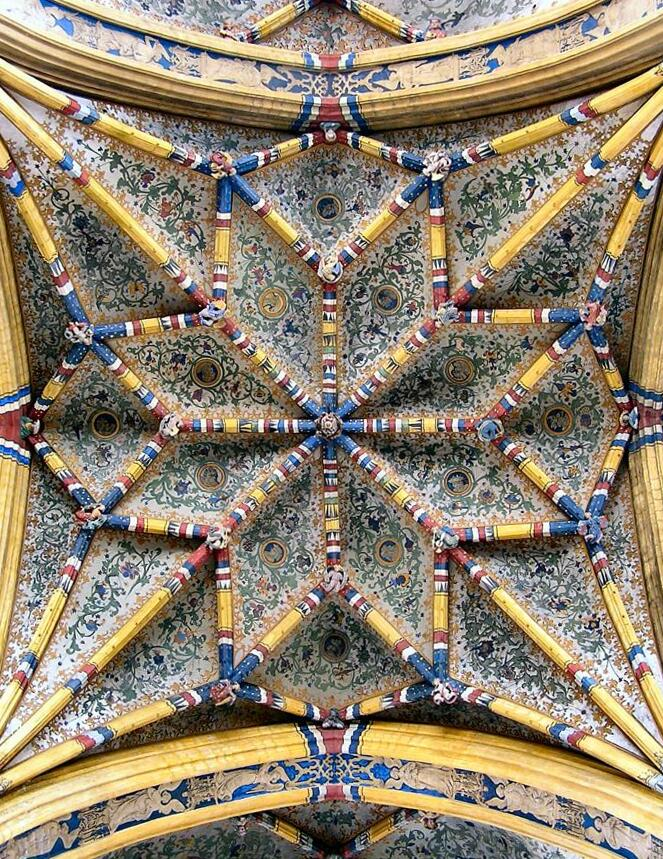
Gotische gewelfschildering middenbeuk
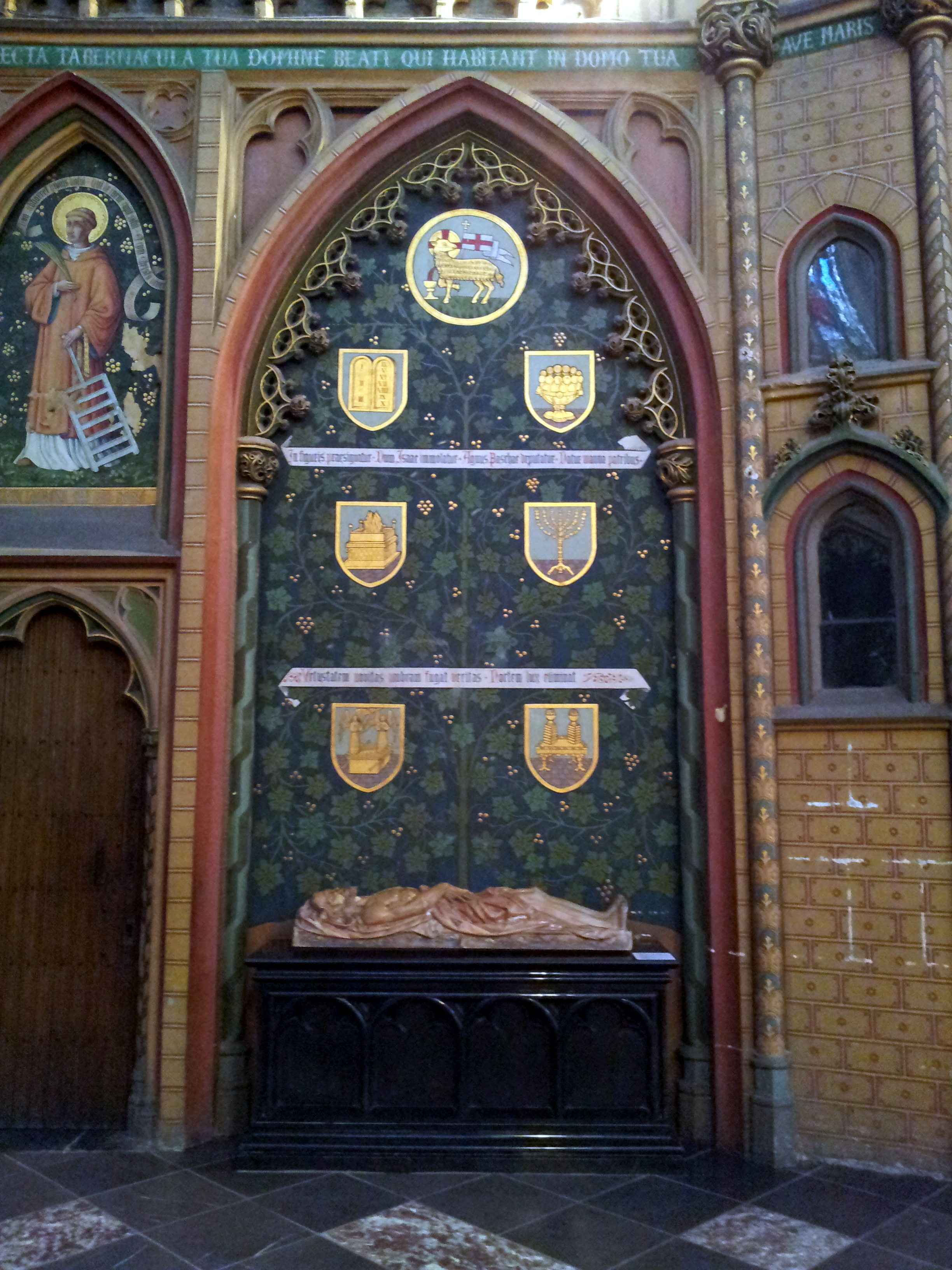
Neogotische wandschildering koor
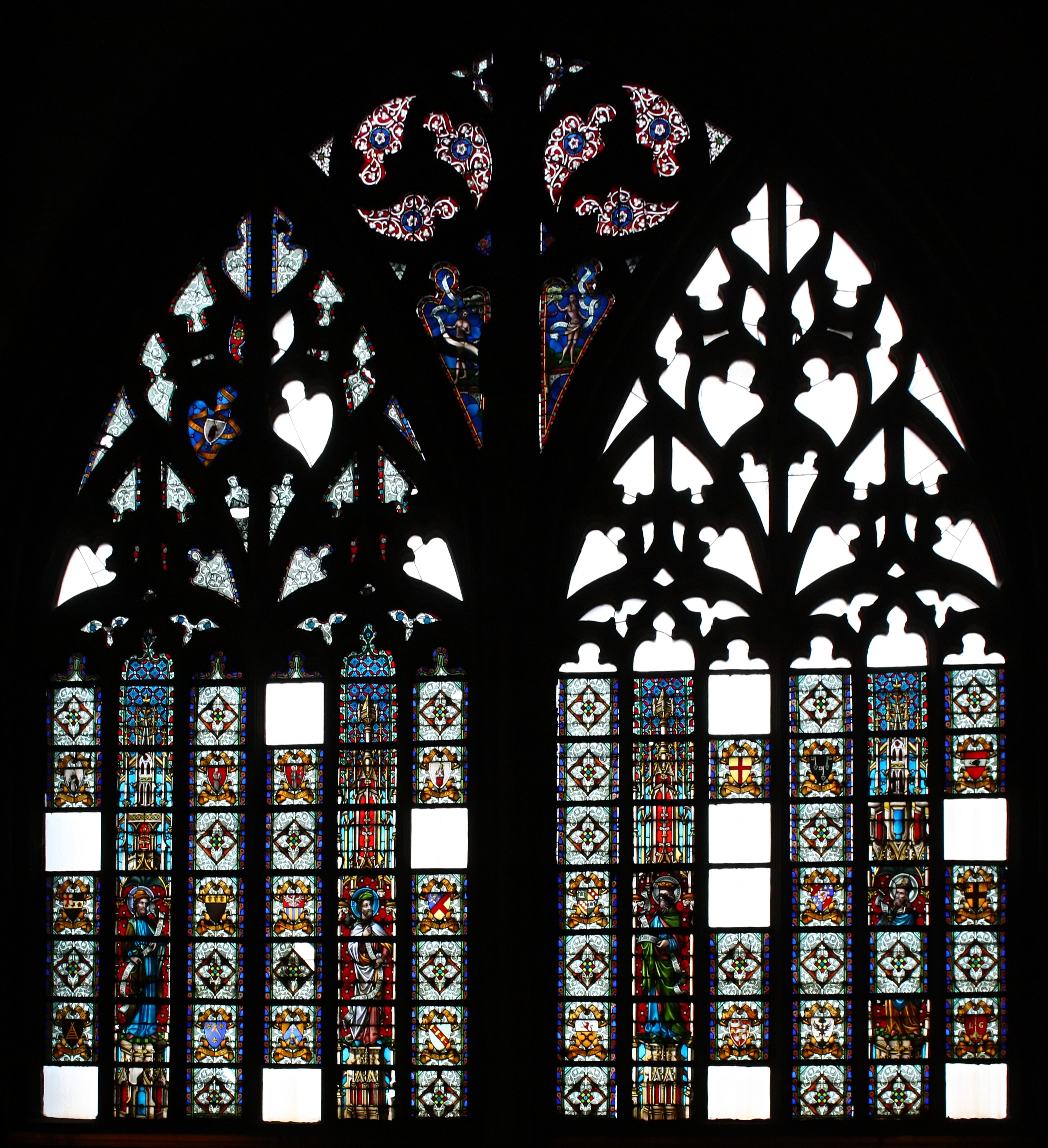
Beschadigd gebrandschilderd raam, 16e eeuw
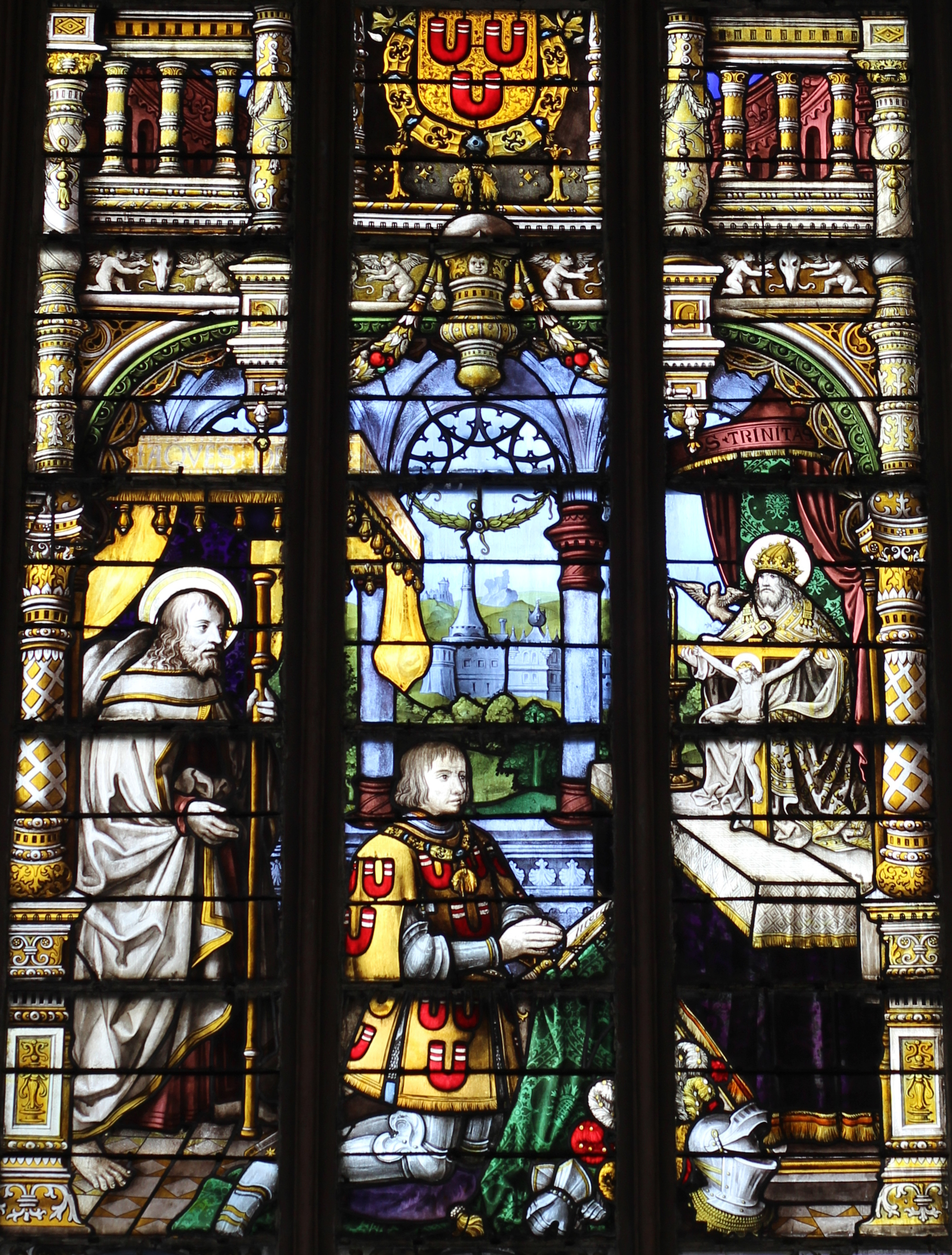
Detail gebrandschilderd raam met donor, 1531

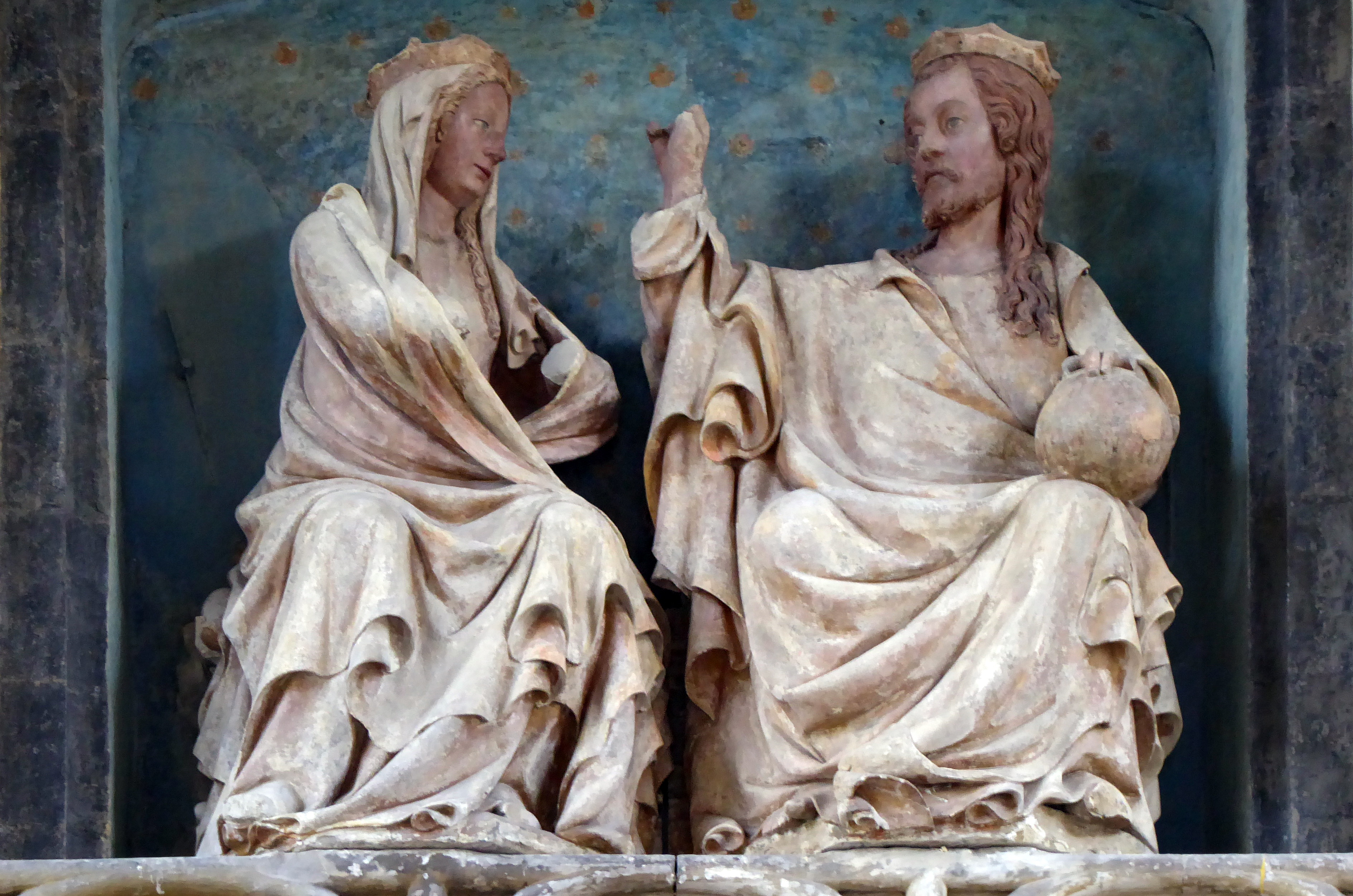
Kroning van Maria door Jezus, ca. 1385

#### Beeldhouwwerk
De kerk bezit enkele middeleeuwse beelden, waaronder een kroning van Maria uit omstreeks 1380-1390, een Maria met kindje Jezus op de maansikkel uit 1523, toegeschreven aan de Meester van Elsloo, en een eveneens 16e-eeuws beeldje van Jakobus de Meerdere. Bijzonder zijn de twee rijk gebeeldhouwde renaissance-altaren, die in 1602 door abt Franchon werden geïnstalleerd als onderdeel van een doksaal, vermoedelijk gebouwd door Thomas Tollet, een schoonzoon van Lambert Lombard. Van het doksaal resteren alleen de altaren, opgebouwd uit zwarte en rode gepolijste kalksteen, gelijkend op marmer, en met beelden en reliëfs van albast. De laat-17e-eeuwse heiligenbeelden, die tegen de zuilen aan weerszijden van het schip zijn geplaatst, zijn van wit geschilderd lindenhout, de meeste zijn vervaardigd door de Luikse beeldhouwer Jean Del Cour. Minstens één beeld, dat van Sint-Andreas, is van Arnold de Hontoire.

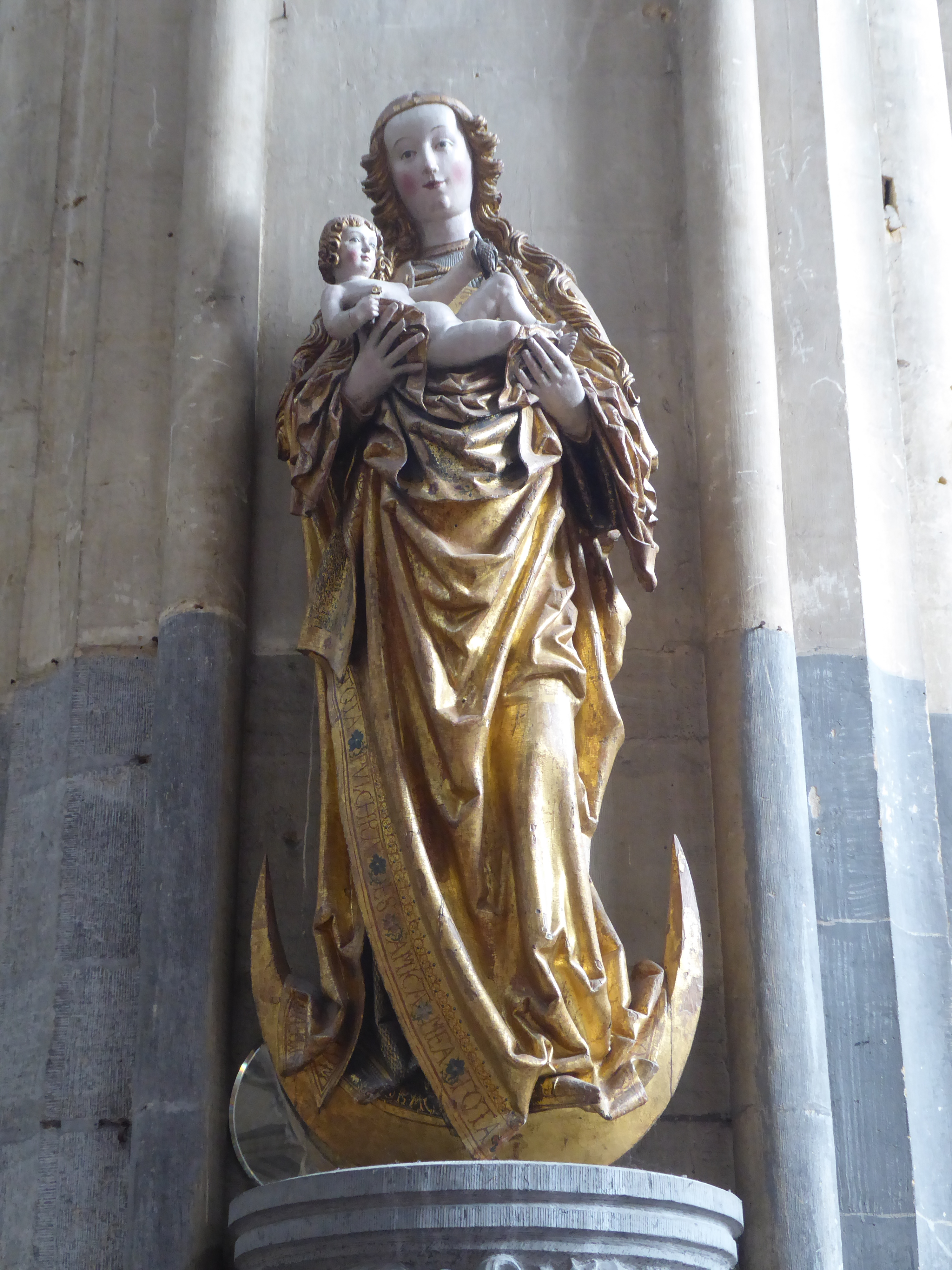
Maria met kind, Meester van Elsloo, ca. 1525
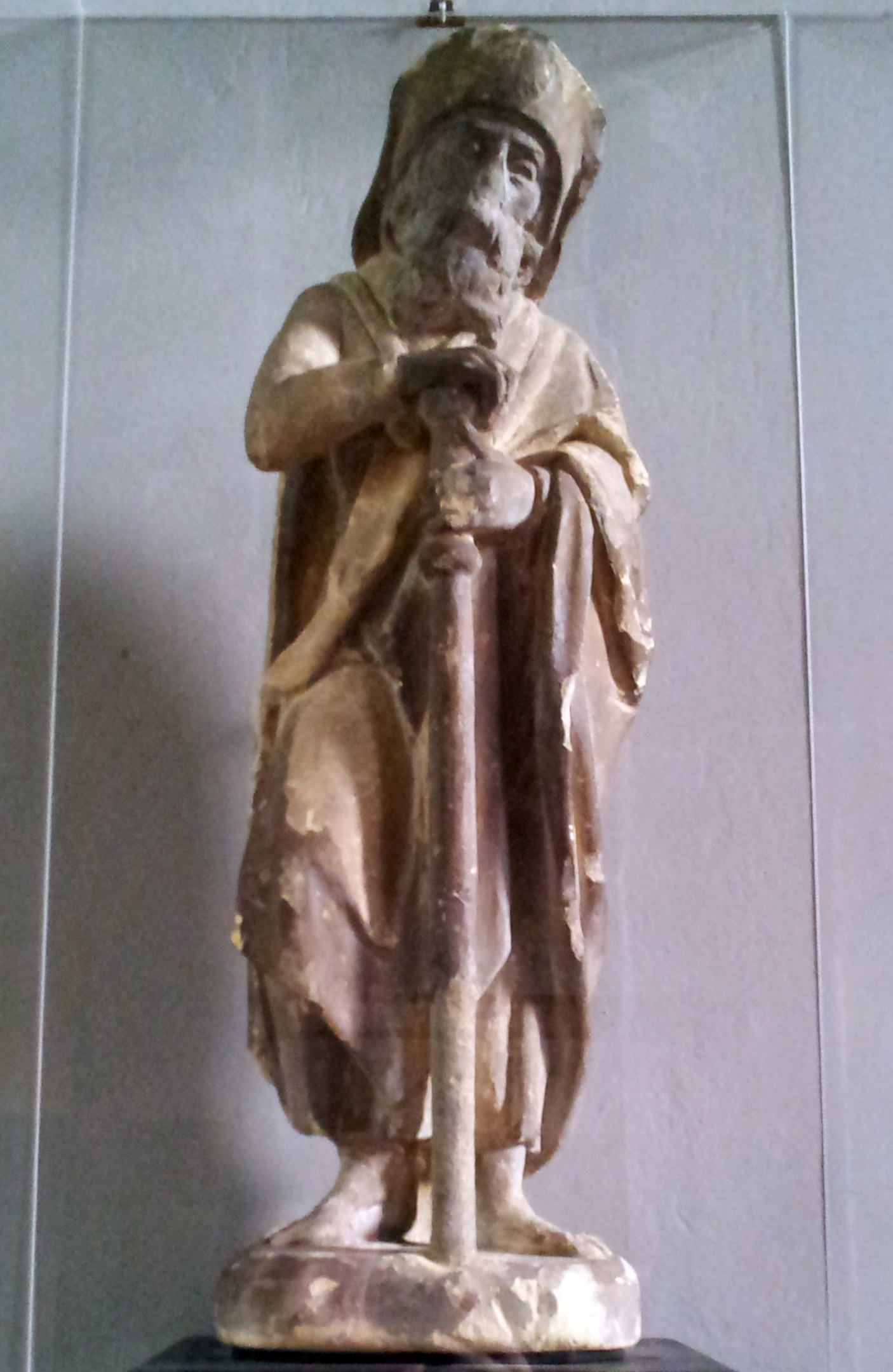
Jakobus de Meerdere, anoniem, 16e eeuw
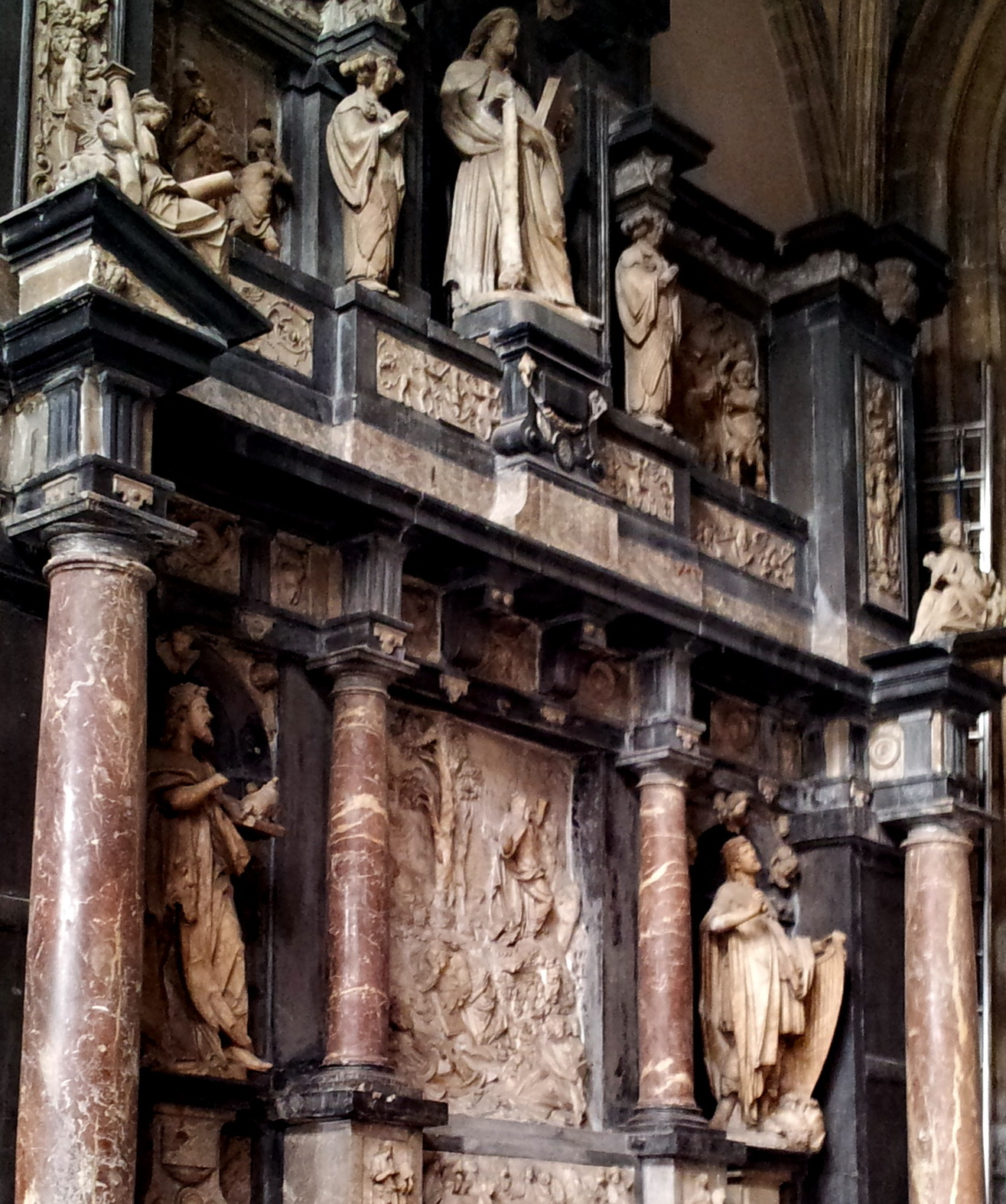
Detail renaissance-altaar, 1602
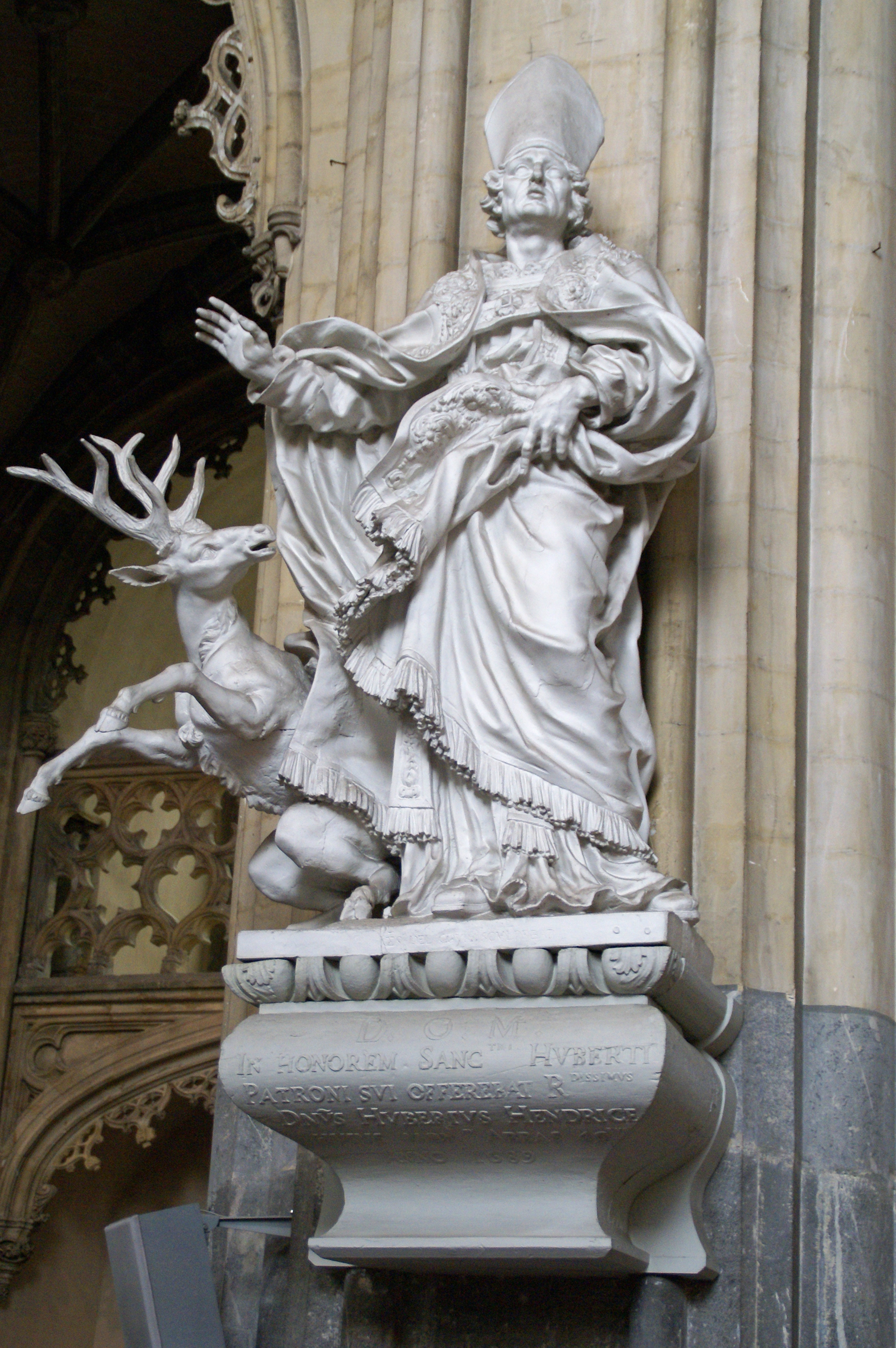
Sint-Hubertus met hert, Jean Del Cour, 1689

#### Kerkmeubilair
Behalve de eerder genoemde renaissance-altaren bezit de kerk diverse neogotische exemplaren. Het koorgestoelte is gotisch en dateert uit de 14e eeuw. Verder bezit de kerk diverse biechtstoelen, communiebanken en ander meubilair in de Luiks-Akense meubelstijl, die gekenmerkt wordt door het gebruik van ongeverfd eikenhout. Het imposante, 17e-eeuwse pijporgel kan gezien worden als het opus magnus van de in Maastricht geboren orgelbouw Andries Severijn, ook wel André Séverin genoemd, die in het westwerk van de kerk, onder het orgel, begraven is.

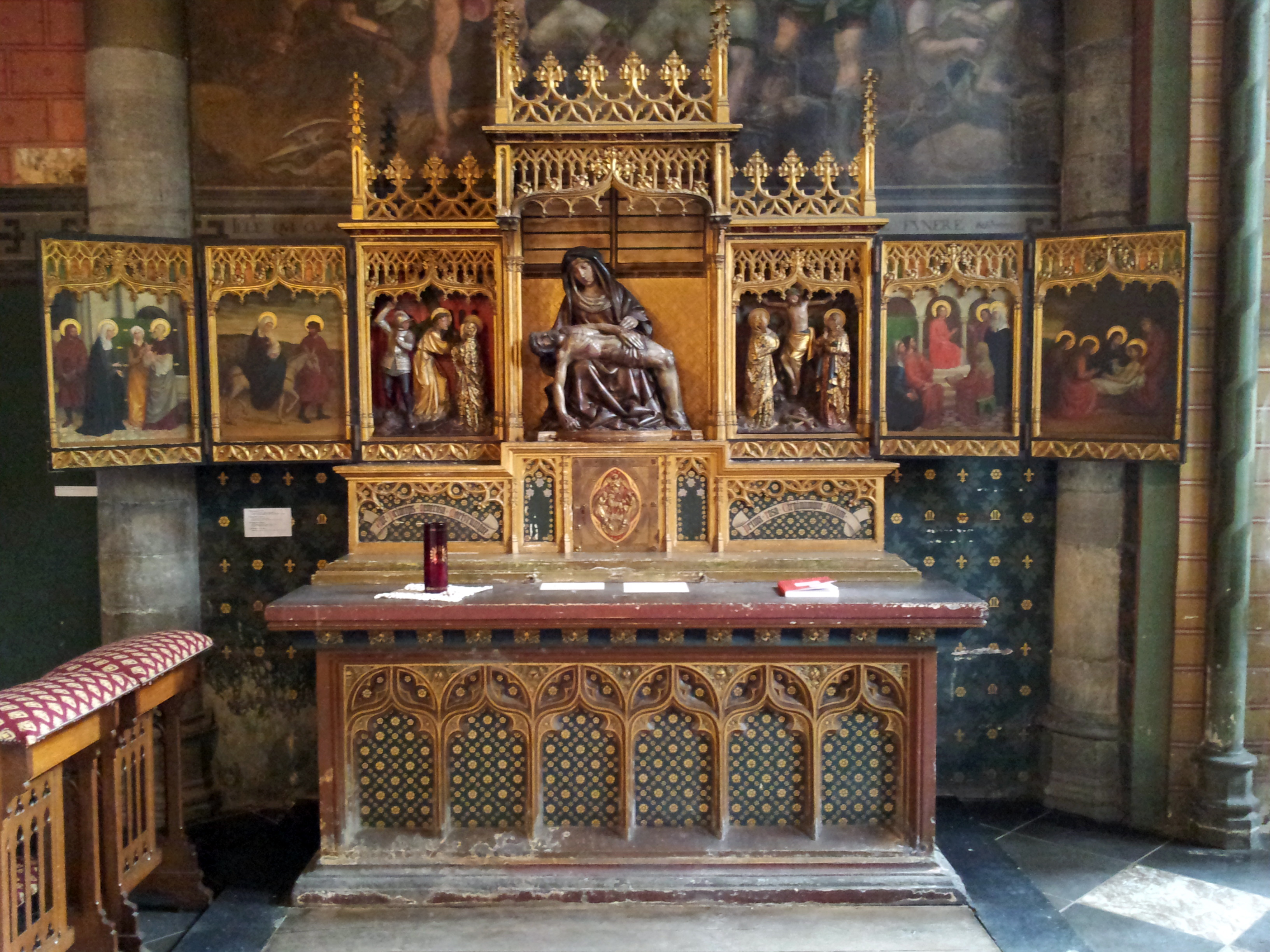
Neogotisch altaar
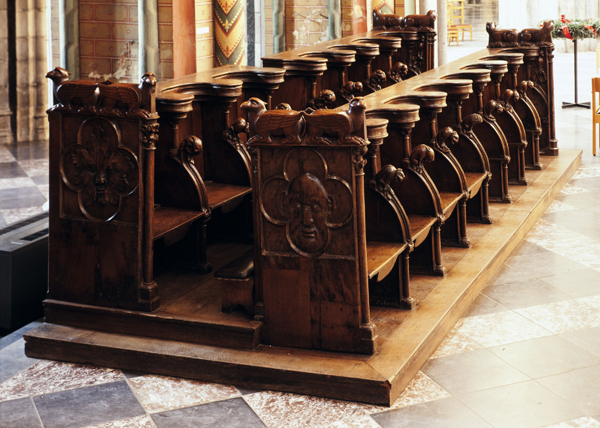
Gotisch koorgestoelte
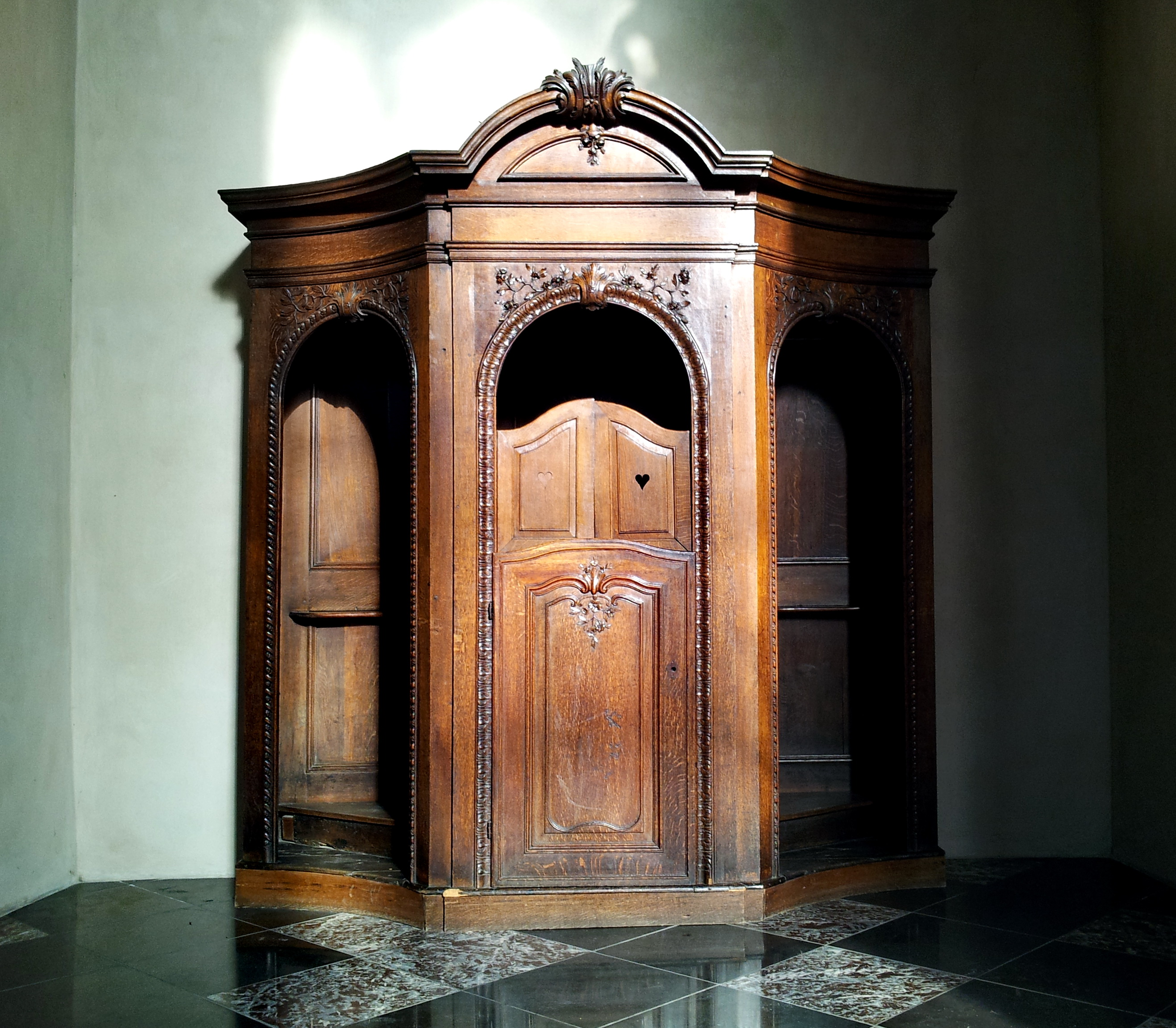
Luiks-Akense biechtstoel
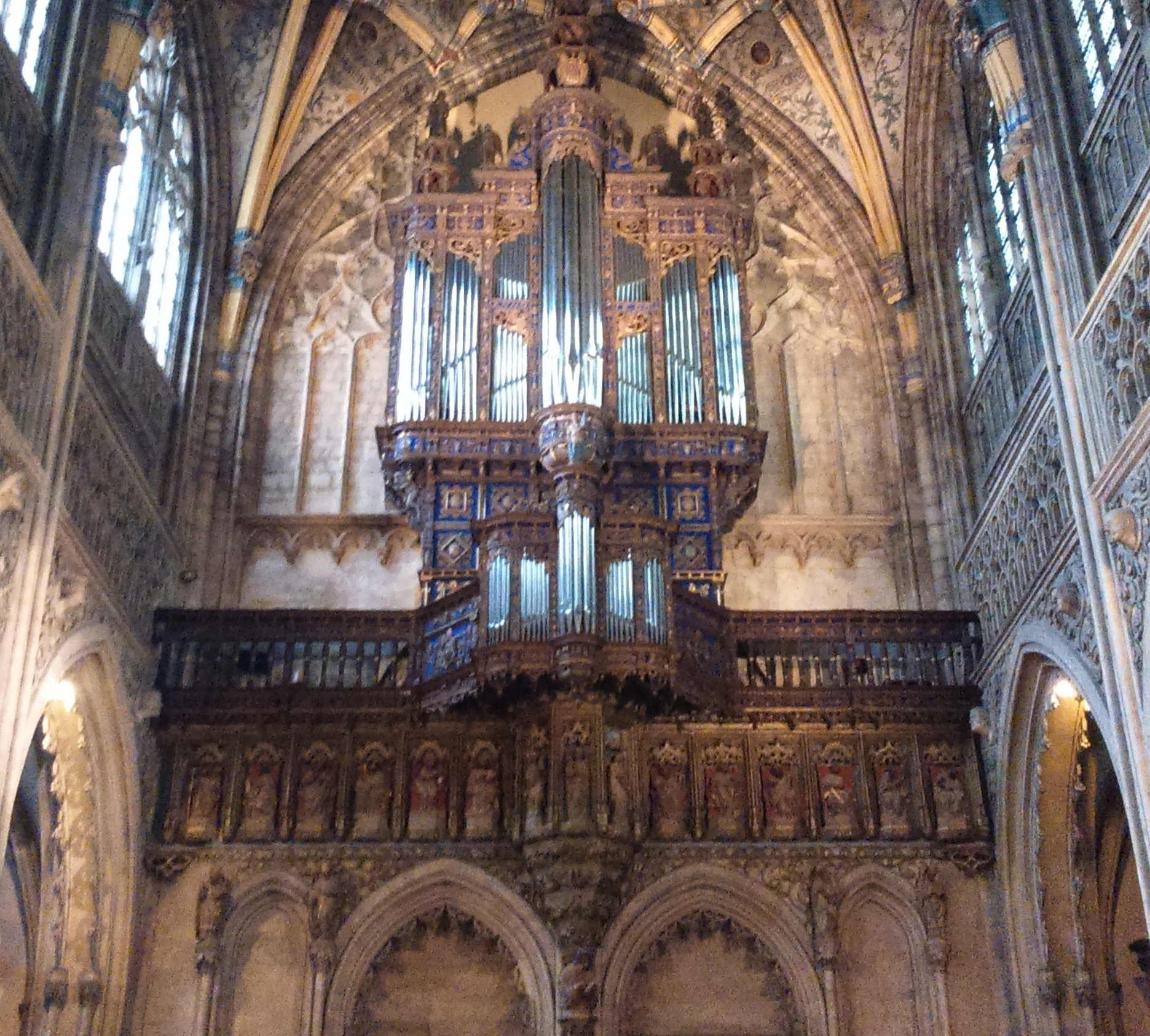
Severijnorgel